# Nº5 ZAO Novoserguíyevskoye
La sección Nº5 del ZAO "Novosergíevskoye" (del ruso: Отделения № 5 ЗАО «Новосергиевское») es un posiólok del raión de Krylovskaya del krai de Krasnodar de Rusia. Está situado en la cabecera de un pequeño afluente por la izquierda del Kugo-Eya, 19 km al nordeste de Krylovskaya y 178 km al nordeste de Krasnodar, la capital del krai. Tenía 107 habitantes en 2010
Pertenece al municipio Novosergiévskoye.